# Ualabi boscà comú
El ualabi boscà comú (Dorcopsis muelleri) és una espècie de marsupial de la família dels macropòdids. És endèmic d'Indonèsia. Fou anomenat en honor del naturalista Salomon Müller.